# Günter Gabisch
Günter Gabisch (* 21. Juni 1943 in Bonn) ist ein deutscher Wirtschaftswissenschaftler.

## Leben
Er studierte von 1962 bis 1965 Volkswirtschaftslehre an Universitäten in Bonn und München sowie an der Washington State University. 1968 wurde er an der Universität Bonn promoviert und 1974 habilitiert. 1975 wurde er Professor an der Universität Münster. Von 1982 bis zur Emeritierung 2008 war er Professor für Volkswirtschaftslehre mit den Schwerpunkten Konjunktur- und Wachstumstheorie in Göttingen.

## Schriften (Auswahl)
- mit Wilhelm Krelle: Wachstumstheorie. Berlin 1972, ISBN 0-387-05725-0.
- Außenhandel und Wirtschaftswachstum. Eine Verbindung von neoklassischer Außenhandels- und Wachstumstheorie. Tübingen 1976, ISBN 3-16-339121-4.
- Hg.: Technischer Fortschritt, Beschäftigung und wirtschaftliches Gleichgewicht. Festvorträge im Fachbereich Wirtschaftswissenschaften zum 250jährigen Jubiläum der Georgia Augusta und zum 25. Jahrestag der Gründung der Wirtschafts- und Sozialwissenschaftlichen Fakultät in Göttingen. Berlin 1988, ISBN 3-428-06505-0.
- mit Hans-Walter Lorenz: Business cycle theory. A survey of methods and concepts. Berlin 1989, ISBN 3-540-51059-1.